# Alvaro Bishaj
Alvaro Bishaj, född den 2 oktober 1991 i Vlora i Albanien, är en albansk fotbollsspelare, som spelar för KF Korabi Peshkopi i Albanien. Han har innan spelat för Flamurtari FC. Bishaj spelar primärt för det centrala försvaret.